# Linària origanifòlia
La linària origanifòlia, cotó, llinària o llinària de cingle (Chaenorhinum origanifolium) és una planta que viu a les escletxes de les pedres calcàries des de la vora del mar fins a l'estatge subalpí dels Pirineus, és una planta perenne, ramificada i força polimorfa, de fulles lanceolades o una mica ovades i inflorescències laxes. Les flors, de color i mida variable, tenen un asperó dret on s'acumula el nèctar. El fruit és una capsa ovoide que s'obre per porus apicals.